# Meanwhile in Burbank...
Albums de Stone Sour
House of Gold and Bones - Part 2
(2013) Hydrograd
(2017)
Meanwhile in Burbank... est le premier EP de reprises du groupe américain de metal alternatif Stone Sour sorti le 18 avril 2015 sur le label Roadrunner Records,. Il s'agit du premier volet d'une trilogie de maxis de reprises.

## Liste des chansons
| No | Titre                                                | Durée |
| -- | ---------------------------------------------------- | ----- |
| 1. | We Die Young (reprise d'Alice in Chains)             | 2:33  |
| 2. | Heading Out to the Highway (reprise de Judas Priest) | 3:49  |
| 3. | Love Gun (reprise de Kiss)                           | 3:32  |
| 4. | Creeping Death (reprise de Metallica)                | 6:36  |
| 5. | Children of the Grave (reprise de Black Sabbath)     | 4:48  |